# پل رمی
پل رمی (به فرانسوی: Paul Rémi) برادر کوچک‌تر هرژه پدیدآورندهٔ مجموعه تن‌تن بود.
هرژه در اوایل برای ساختن شخصیت اولیه مجموعه داستان‌های تن‌تن از شخصیت و رفتارهای برادر کوچکش پل که افسر ارتش بلژیک بود استفاده و الگوبرداری فراوان کرد اما بعدها این رویه تغییر کرد و بعد از تیره شدن رابطه دو برادر هرژه به حدی از برادر کوچکش پل نفرت پیدا کرد که در کتاب ماجرای تورنسل شخصیت منفور سرهنگ اسپونز را از وی آفرید. تن‌تن و سرهنگ اسپونز با تمام تفاوت‌های فیزیکی واخلاقی شان دارای مدل موی همانندی بودند که یادآورنده خاطره پل برای هرژه بود.